# Subhash Verma
Subhash Verma (ur. 15 lipca 1968) – indyjski zapaśnik walczący w stylu wolnym. Dwukrotny olimpijczyk. Zajął szóste miejsce w Barcelonie 1992 i odpadł w eliminacjach w Seulu 1988. Startował w kategoriach 90–100 kg.
Brązowy medalista igrzysk azjatyckich w 1990, piąty w 1986 i szósty w 1994. Czterokrotny medalista mistrzostw Azji – złoty medal w 1987, srebrny w 1988 i brązowy z 1989 i 1991. Trzeci na igrzyskach Wspólnoty Narodów w 1994. Mistrz Wspólnoty Narodów w 1989 i 1995, a trzeci w 1985 i 1991 roku.
- Turniej w Seulu 1988 – 90 kg

Pokonał Kanadyjczyka Douga Coxa a przegrał z Węgrem Gáborem Tóthem i Amerykaninem Jimem Scherrem.
- Turniej w Barcelonie 1992 – 100 kg

Zwyciężył Petrosa Burdoulisa z Grecji, Arvi Aavika z Estonii i Kazema Gholami z Iranu. Przegrał z Amerykaninem Markiem Colemanem, Kimem Tae-u z Korei Południowej i Andrzejem Radomskim.
W roku 1987 został laureatem nagrody Arjuna Award.